# A magyar labdarúgó-válogatott 2009. október 14-i mérkőzése
Előző mérkőzés - Következő mérkőzés
A magyar labdarúgó-válogatott világbajnoki selejtező mérkőzése Dánia ellen, 2009. október 14-én. Eredménye: 0–1 (0–1).

## Előzmények
Dánia már kijutott a világbajnokságra. Gera Zoltán a keretszűkítés után otthagyta a válogatott és visszamondta a válogatottságot. Babos Gábor a mérkőzés után befejezte a válogatott karrierjét.
| #  | Csapat       | J | Gy | D | V | RG | KG | GK  | P  |
| -- | ------------ | - | -- | - | - | -- | -- | --- | -- |
| 1. | Dánia        | 9 | 6  | 3 | 0 | 16 | 4  | +12 | 21 |
| 2. | Portugália   | 9 | 4  | 4 | 1 | 13 | 5  | +8  | 16 |
| 3. | Svédország   | 9 | 4  | 3 | 2 | 9  | 4  | +5  | 15 |
| 4. | Magyarország | 9 | 4  | 1 | 4 | 9  | 8  | +1  | 13 |
| 5. | Albánia      | 9 | 1  | 4 | 4 | 5  | 9  | –4  | 7  |
| 6. | Málta        | 9 | 0  | 1 | 8 | 0  | 22 | –22 | 1  |

- Dánia az utolsó forduló eredményeitől függetlenül megnyerte a csoportot és kijutott a világbajnokságra.
- Albániának és Máltának már nem maradt esélye a világbajnokságra való kijutásra.

## Az összeállítások
| 2009. október 14. 839. mérkőzés vb-selejtező 2010 | Dánia | 0 – 1   | Magyarország | Parken Stadion, Koppenhága Nézőszám: 36 956 Játékvezető: Florian Meyer (német) |
| 2009. október 14. 839. mérkőzés vb-selejtező 2010 |       | (0 – 1) | Buzsáky 35'  | Parken Stadion, Koppenhága Nézőszám: 36 956 Játékvezető: Florian Meyer (német) |

| Csapatszínek | Csapatszínek | Csapatszínek |
| Csapatszínek |              |              |
| Csapatszínek |              |              |
|              |              |              |
| '            |              |              |

| Csapatszínek | Csapatszínek | Csapatszínek |
| Csapatszínek |              |              |
| Csapatszínek |              |              |
|              |              |              |
| '            |              |              |

| DÁNIA:               |    |                     |         |
|                      |    |                     |         |
| KA                   | 1  | Thomas Sørensen     |         |
| HV                   | 2  | Christian Poulsen   |         |
| HV                   | 3  | A. M. Christensen   | 20'     |
| HV                   | 4  | Daniel Agger        |         |
| HV                   | 5  | Michael Jacobsen    |         |
| KP                   | 6  | Lars Jacobsen       |         |
| KP                   | 7  | Jakob Poulsen       |         |
| KP                   | 8  | Thomas Enevoldsen   | 46'     |
| KP                   | 10 | Dennis Rommedahl    | 72'     |
| CS                   | 9  | Jon Dahl Tomasson   | 46'     |
| CS                   | 11 | Nicklas Bendtner    |         |
| Cserék:              |    |                     |         |
| CSE                  | 12 | William Kvist       |         |
| CSE                  | 13 | Jim Larsen          |         |
| CSE                  | 14 | Daniel Jensen       | 62' 78' |
| CSE                  | 15 | Jesper Bech         |         |
| CSE                  | 16 | Stephan Andersen    |         |
| CSE                  | 17 | Michael Silberbauer | 72'     |
| CSE                  | 18 | Soren Larsen        | 46'     |
| Szövetségi kapitány: |    |                     |         |
| Morten Olsen         |    |                     |         |

| MAGYARORSZÁG:        |    |                  |  |         |
|                      |    |                  |  |         |
| KA                   | 1  | Babos Gábor      |  |         |
| HV                   | 2  | Bodnár László    |  |         |
| HV                   | 4  | Juhász Roland    |  |         |
| HV                   | 3  | Vanczák Vilmos   |  |         |
| HV                   | 6  | Halmosi Péter    |  |         |
| KP                   | 5  | Tóth Balázs      |  |         |
| KP                   | 10 | Rudolf Gergely   |  | 87'     |
| KP                   | 11 | Varga József     |  |         |
| KP                   | 8  | Buzsáky Ákos     |  | 35' 77' |
| KP                   | 7  | Dzsudzsák Balázs |  | 90'     |
| CS                   | 9  | Torghelle Sándor |  |         |
| Cserék:              |    |                  |  |         |
| CSE                  | 12 | Király Gábor     |  |         |
| CSE                  | 13 | Huszti Szabolcs  |  | 77'     |
| CSE                  | 14 | Bodor Boldizsár  |  |         |
| CSE                  | 15 | Gyepes Gábor     |  |         |
| CSE                  | 16 | Gaál Miklós      |  |         |
| CSE                  | 17 | Vadócz Krisztián |  | 87'     |
| CSE                  | 18 | Priskin Tamás    |  | 90'     |
| Szövetségi kapitány: |    |                  |  |         |
| Erwin Koeman         |    |                  |  |         |

|  |

## A mérkőzés
A magyar válogatott tét nélküli mérkőzést játszott le Dániával a selejtező utolsó fordulójában. A dánok már biztos vb-résztvevők, a magyaroknak pedig csak soványka matematikai esélye maradt. Az ellenfelünk az előző körben hazai pályán verte a svéd válogatottat és kiünnepelték magukat a hazai játékosok. A magyar csapat ellen egy közönségszórakoztató játékot ígértek. Dán fölénnyel is kezdődött a mérkőzés. Babos Gábor védéseivel sikerült a kezdeti rohamokat megúszni és később sem szunnyadt el a kapus. A beígért dán támadások sorra veszélyeztették a magyar kaput mégis a vendégek szereztek vezetést. Rudolf ugratta ki Buzsáky-t, aki góllal fejezte be a támadást, 0–1. A hátrány tudatában a dánok rögtön egyenlíteni próbáltak, de a rohamokat jól állták a magyar fiúk. A második félidő hajrájában ismét Buzsáky bombázott, de Sørensen védett. A második félidőben mindkét fél veszélyeztetett de gólokat nem tudtak szerezni. A 70. percben Bodnár lapos beadását Varga az ötösről a felső lécet lőtte telibe. A hajrában Sørensen rosszul futott ki Dzsudzsáka az üres kapura emelt, de fölé szállt a labda.
| „                               | Nagyon szép sikert értünk el, mindenki tudása legjavát nyújtotta, futballistáink százszázalékos teljesítménye győzelmet eredményezett a csoport nyertesének otthonában, ahol a három pont megszerzése mindenki számára nagy bravúr. Ebben a csoportban tizenhat pontot szerezni jelentős eredmény, a magyar válogatottnak azonban ez sikerült - kár, hogy ez csak a negyedik helyre volt elég... | ” |
| – Erwin Koeman, a mérkőzés után | |   |

| További eredmények | További eredmények | További eredmények | További eredmények |
| ------------------ | ------------------ | ------------------ | ------------------ |
| 2009. október 14.  | Portugália         | 4 – 0              | Málta              |
| 2009. október 14.  | Svédország         | 4 – 1              | Albánia            |

| #  | Csapat       | J  | Gy | D | V | RG | KG | GK  | P  |
| -- | ------------ | -- | -- | - | - | -- | -- | --- | -- |
| 1. | Dánia        | 10 | 6  | 3 | 1 | 16 | 5  | +11 | 21 |
| 2. | Portugália   | 10 | 5  | 4 | 1 | 17 | 5  | +8  | 19 |
| 3. | Svédország   | 10 | 5  | 3 | 2 | 13 | 5  | +8  | 18 |
| 4. | Magyarország | 10 | 5  | 1 | 4 | 10 | 8  | +2  | 16 |
| 5. | Albánia      | 10 | 1  | 4 | 5 | 6  | 13 | –7  | 7  |
| 6. | Málta        | 10 | 0  | 1 | 9 | 0  | 26 | –26 | 1  |

- Dánia kijutott a világbajnokságra.
- Portugália a világbajnoki részvételért pótselejtezőt játszik.

## Örökmérleg a mérkőzés után
| Magyarország | :         | Dánia |
| ------------ | --------- | ----- |
| 8            | Győzelem  | 3     |
| 3            | Döntetlen | 3     |
| 36           | Gólok     | 14    |
| 27/42        | Pontok    | 12/42 |
| 64           | %         | 29    |

## Lásd még
- Magyar labdarúgó-válogatott
- A magyar labdarúgó-válogatott mérkőzései 2009-ben